# Jason Gedrick

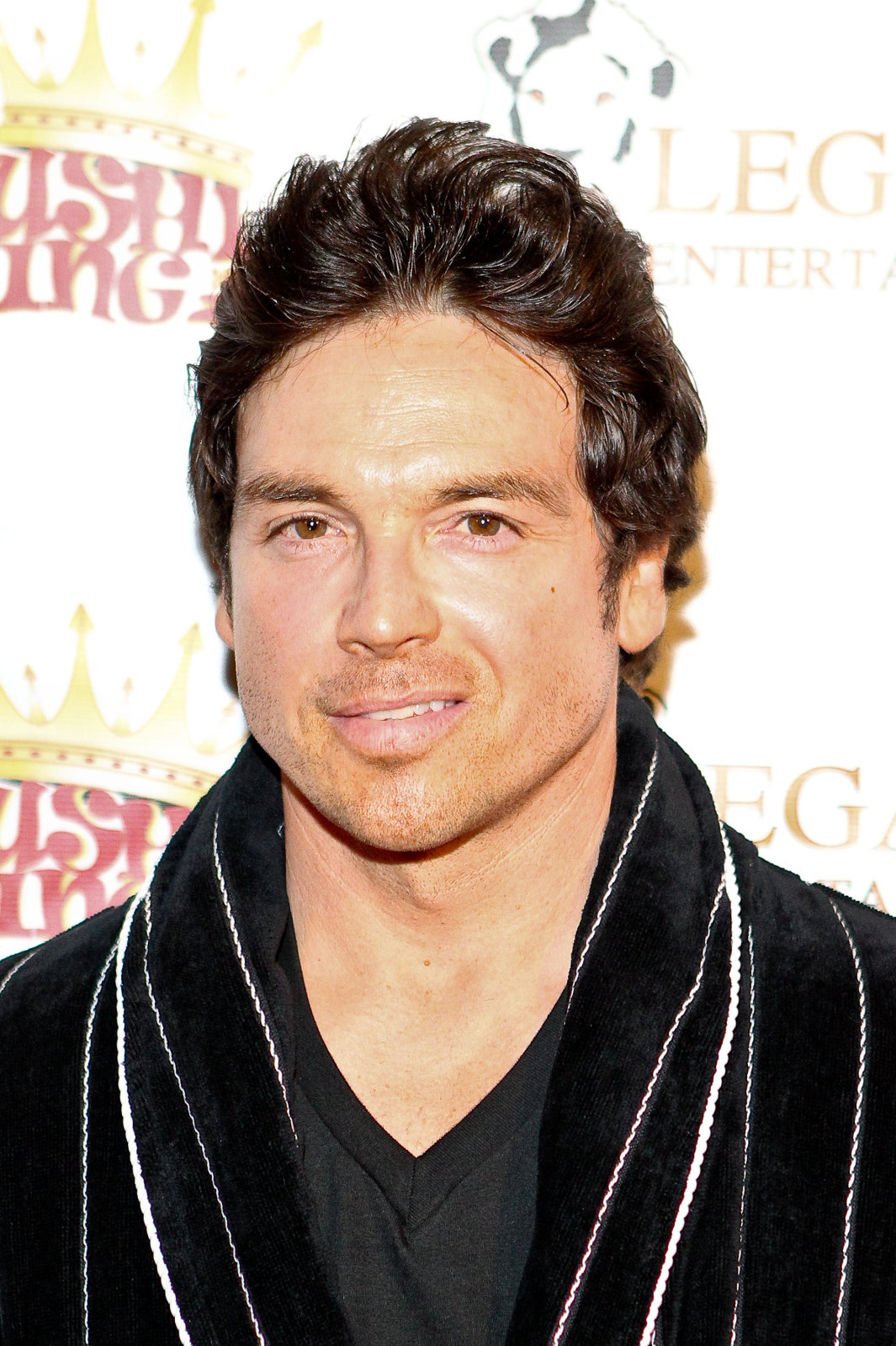
Jason Gedrick (2010)

Jason Gedrick (* 7. Februar 1965 in Chicago, Illinois) ist ein US-amerikanischer Schauspieler.

## Karriere
Gedricks Karriere begann als Statist in Filmen wie Bad Boys – Klein und gefährlich (1983) und Lockere Geschäfte (1983). Nach Rollen in Zurück aus der Vergangenheit (1985), Der stählerne Adler (1986), Gelobtes Land (1987), Geboren am 4. Juli (1989) und Backdraft (1991), wandte er sich TV-Serien zu und spielte unter anderem in Class of ’96 (1993) und Sweet Justice (1994). Seinen Durchbruch schaffte Gedrick mit der Rolle des Neil Avedon in der TV-Serie Murder One. In der 1997er TV-Verfilmung des Ken-Follett-Bestsellers Der dritte Zwilling spielte er die Hauptrolle des Steve Logan und seiner „Zwillinge“. Weitere Fernsehserien folgten: EZ Streets (1996), Falcone (2000) und The Beast (2001). Bei Ally McBeal hatte er 1999 einen kleinen Gastauftritt. 2002 stand Gedrick für die Fernsehserie Boomtown vor der Kamera.
Im Fernsehfilm A Date with Darkness spielte Gedrick den Vergewaltiger Andrew Luster. Ebenfalls für die Fernsehserie Dexter stand Jason Gedrick vor der Kamera. Er spielte dort den kriminellen Besitzer einer Tabledancebar, der in Mafiageschäfte verwickelt war.
Clemens Gerhard ist der Synchronsprecher für Gedrick.

## Filmografie (Auswahl)
- 1985: Zurück aus der Vergangenheit (The Heavenly Kid)
- 1986: Der stählerne Adler (Iron Eagle)
- 1989: Geboren am 4. Juli (Born on the Fourth of July)
- 1989: Rooftops – Dächer des Todes (Rooftops)
- 1991: Backdraft – Männer, die durchs Feuer gehen (Backdraft)
- 1995: Murder One (Fernsehserie, 23 Folgen)
- 1997: Der dritte Zwilling (The Third Twin)
- 1997: Der letzte Pate (The Last Don, Miniserie)
- 1999: Ally McBeal (Fernsehserie, Folge 3x01 und 3x04)
- 2001: Summer Catch
- 2003: Boomtown (Fernsehserie, 24 Folgen)
- 2006: Hidden Places (Fernsehfilm)
- 2007: Supernatural (Fernsehserie, Folge 2x07)
- 2007: Kings of South Beach
- 2007–2008: Desperate Housewives (Fernsehserie, 6 Folgen)
- 2009: Einsatz in Afghanistan – Angriff der Wüstenschlangen (Sand Serpents)
- 2009: Cold Case – Kein Opfer ist je vergessen (Cold Case, Fernsehserie, Folge 6x15)
- 2009: Ein Pferd fürs Leben (Shannon´s Rainbow)
- 2009: Lie to Me (Fernsehserie, 1 Folge)
- 2010: Sinatra Club – Der Club der Gangster (Sinatra Club)
- 2011: Luck (Fernsehserie, 9 Folgen)
- 2011: Grimm (Fernsehserie, 1 Folge)
- 2012: Dexter (Fernsehserie, 10 Folgen)
- 2013: Beauty and the Beast (Fernsehserie, 6 Folgen)
- 2014: How to Get Away with Murder (Fernsehserie, 1 Folge)
- 2015: Bosch (Fernsehserie, 8 Folgen)
- 2015: Justified (Fernsehserie, Folge 6x13)
- 2016: Shooter (Fernsehserie, 2 Folgen)
- 2016–2017: Major Crimes (Fernsehserie, 6 Folgen)
- 2018: Criminal Minds (Fernsehserie, Episode 13x18)